# Fužina
Fužina – wieś w Słowenii, w gminie Ivančna Gorica. W 2018 roku liczyła 131 mieszkańców.